# Ophisma ningi
Ophisma ningi är en fjärilsart som beskrevs av Carl Plötz 1880. Ophisma ningi ingår i släktet Ophisma och familjen nattflyn. Inga underarter finns listade i Catalogue of Life.